# Rolf Nesch

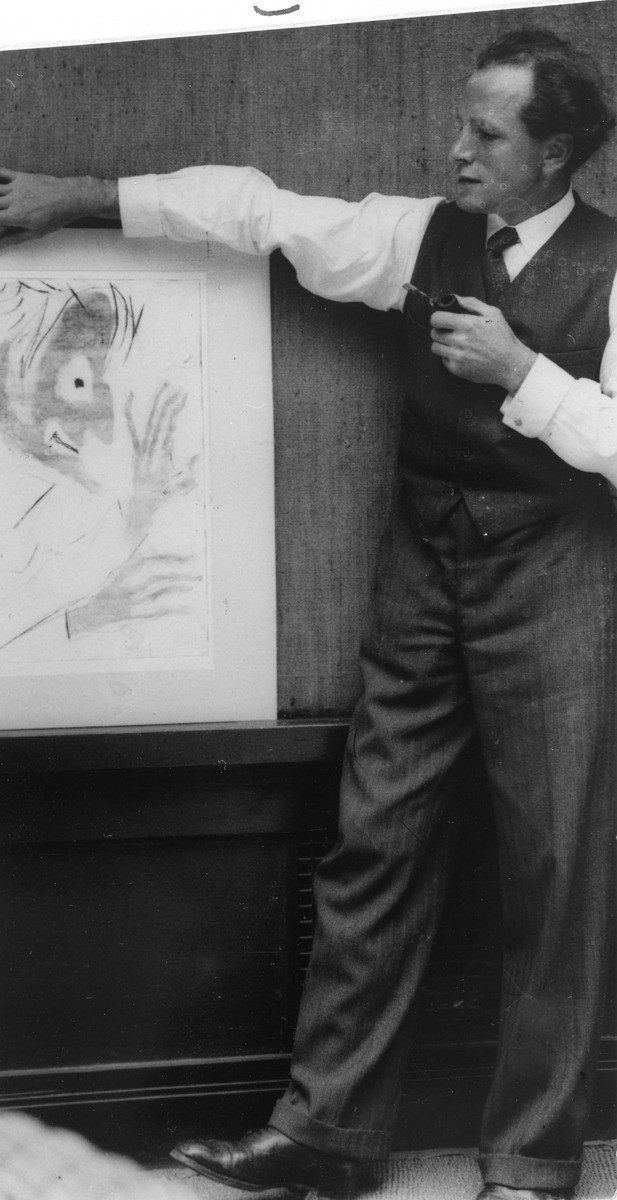
Rolf Nesch, ca. 1925

Rolf Nesch eigentlich: Emil Rudolf Nesch (* 7. Januar 1893 in Oberesslingen am Neckar; † 27. Oktober 1975 in Oslo) war ein deutsch-norwegischer Maler und Grafiker.

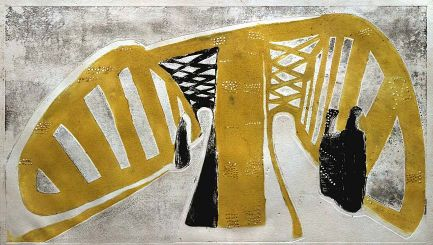
Elbbrücke I, 1932 (335 × 595 mm)

## Leben
Nach einer Lehre als Dekorationsmaler und dem Besuch der Kgl. Kunstgewerbeschule in Stuttgart (1909–1912) kam er 1912 nach Dresden und arbeitete als Malergeselle. Hier wurde er in die Akademie aufgenommen. Im Ersten Weltkrieg musste er sein Studium unterbrechen; er kam in englische Gefangenschaft.
1919 nahm er das Studium in Dresden bei Oskar Kokoschka wieder auf und erhielt ein Meister-Atelier.
Nesch war Mitglied der Künstlergruppe Die Schaffenden. 1924 besuchte er Ernst Ludwig Kirchner in Davos. Kirchner hatte einen großen stilistischen und technischen Einfluss auf Nesch.

## Bedeutung
Durch Zufall entdeckte Rolf Nesch 1925 die Lichteffekte, die bei Durchätzung einer Radierplatte im Druck entstanden und nutzte dies fortan bewusst als künstlerisches Verfahren. Ein Jahr später radierte er den Werkzyklus der Hamburger Brücken. Die Platten hatte er dazu zum Teil in einzelne Schablonen zersägt – ein Verfahren, zu dem ihn Edvard Munchs Holzschnitte inspiriert hatten. Und er kombinierte Hoch- und Tiefdruckverfahren, indem er mit Drähten und Gittern experimentierte, die er auf die Druckplatten aufschweißte. Damit hatte er zusätzlich die Technik des Metalldrucks erfunden.
1929 ließ sich Nesch in Hamburg nieder und wurde Mitglied der Hamburgischen Sezession. Später vernichtete er die Bilder aus dieser Zeit.
Als Max Sauerlandt, damals Direktor des Museums für Kunst und Gewerbe in Hamburg, ihm 1931 den Senatsauftrag vermittelte, Karl Muck und sein Orchester zu porträtieren, schuf er nach zahlreichen Vorarbeiten eine Reihe von Radierungen, in denen er diese Durchätzungen einsetzte.
1937 wurden in der Nazi-Aktion „Entartete Kunst“ viele Arbeiten Neschs aus dem Kupferstichkabinett Berlin, dem Schlesischen Museum der Bildenden Künste Breslau, der Gemäldegalerie Dresden, dem Museum für Kunst und Gewerbe Hamburg, der Kunsthalle Hamburg, der Hansischen Hochschule für Bildende Künste Hamburg, dem Museum Behnhaus Lübeck, der Württembergischen Staatsgalerie Stuttgart und dem Stadtmuseum Ulm beschlagnahmt. Die meisten wurden zerstört.
Im Warburg-Haus in Hamburger sind 325 Schriftstücke des Gedankenaustausches zwischen ihm und der Familie des Arts in den Jahren von 1922 bis 1973 archiviert.

### Materialbilder
Nach der Machtergreifung des NS-Regimes 1933 löste sich die Hamburgische Sezession aus Protest gegen den Druck der Nazis gegen jüdisch-stämmige Sezessionskünstler selbst auf. Nesch ging in die Emigration nach Norwegen. Dort erweiterte er die von ihm erfundene Technik. Er reicherte die Bilder mit Strandgut, Glasstücken, Korken und anderen Produkten an (Materialbild). Nesch versuchte, Haptik und Optik des Materials und die Gestaltung zu einer Einheit zu verschmelzen.
1936 entstand ein Kontakt zum ebenfalls nach Norwegen emigrierten Dada-Künstler Kurt Schwitters.
Im April 1940 überfiel die Wehrmacht Norwegen und besetzte es. Nesch sollte 1943 zum Kriegsdienst eingezogen werden. Durch einen selbstverschuldeten Straßenbahnunfall, bei dem er schwerste Verletzungen erlitt, entging er dem. Als Folge des Unfalls traten Lähmungen und epileptische Anfälle auf, die niemals ausheilten. Einige Zeit konnte er nicht arbeiten.
Nesch erhielt 1946 die norwegische Staatsbürgerschaft und heiratete 1950 die norwegische Schauspielerin Ragnhild Hald. Es folgte eine Reise nach New York.
Nesch wird in die Kunstgeschichte des 20. Jahrhunderts als Neuerer grafischer Techniken eingehen. In diesem Medium gelangen ihm revolutionäre Weiterentwicklungen, die neue künstlerische Ausdrucksformen ermöglichten. In Norwegen gilt er als einer der bedeutendsten Künstler des Landes.
Nesch war Mitglied im Deutschen Künstlerbund. Er nahm an der documenta 1 (1955), der documenta II (1959) und auch der documenta III im Jahr 1964 in Kassel teil.

## Bedeutende Werke
- Landungsbrücken (Leinwand, 1933, Hamburg, Sammlung Holthusen)
- Elbchaussee (Leinwand, 1931, Köln, Wallraf-Richartz-Museum, Köln)
- S. Marco (Kupferplatten mit Metallstücken, 1961, Stuttgart, Belser-Haus)
- Hl. Sebastian (Kupferplatten mit farbigem Glas und Marmor, 1941–1943, Stuttgart, Galerie der Stadt)
- Lofotenfischer ziehen Netze (Zinkplatten mit aufgelöteten Zinkstreifen, teilweise mit Messing unterlegt, 1936–1937, Staatsgalerie Stuttgart)
- Karl Muck und sein Orchester (Radierungszyklus – Metalldruck, Grafiksammlung der Hamburger Sparkasse, Hamburg)
- Hamburger Brücken (Radierungszyklus – Metalldruck, Grafiksammlung der Hamburger Sparkasse, Hamburg)

## Ehrungen
- 1953 Verleihung der Ehrenplakette der Stadt Esslingen am Neckar
- 1955 Cit-Preis für Grafik auf der III. Biennale von Sao Paulo
- 1956 Außerordentliches Mitglied der Akademie der Künste (Berlin)
- 1958 Lichtwark-Preis der Freien und Hansestadt Hamburg; 2. Preis auf der Triennale für farbige Grafik in Grenchen/Schweiz
- 1959 Ernennung zum Professor h. c. durch den baden-württembergischen Kultusminister
- 1962 Ehrenmitglied der Freien Akademie der Künste in Hamburg sowie der Staatlichen Akademie der Bildenden Künste Stuttgart; Teilnahme an der XXXI. Biennale in Venedig, norwegischer Pavillon
- 1965 Cornelius-Preis der Stadt Düsseldorf
- 1967 Canada Council Print Award, Vancouver Print International
- 1971 Kulturpreis der Stadt Oslo
- 1973 Prinz-Eugen-Medaille, Stockholm; Kommandeur des Königlichen Norwegischen Sankt-Olav-Ordens; Henrik-Steffens-Preis der Stiftung F.V.S. zu Hamburg

## Rolf-Nesch-Museum
Die größte permanente Ausstellung von Werken Neschs.
1951 zieht Rolf Nesch zum Bauernhof Ragnhildrud in Ål (Norwegen) und wohnt die darauffolgenden 20 Jahre dort. Das Nesch-Museum im Ål Kulturhus (Norwegen) wurde 1993 eröffnet.
Die Sammlung im Museum umfasst Grafik, Skulptur, Gemälde und Material-Arbeiten und zeigt eine repräsentative Auswahl des künstlerischen Lebenswerkes von Rolf Nesch, von 1961 bis zu seinem Tod.